# Мат Риктъл
Мат Риктъл (на английски: Matt Richtel) е американски журналист и писател на произведения в жанра трилър. Пише комикси под псевдонима Терон Хиър (Theron Heir) и паранормални трилъри като А. Б. Джуъл (A. B. Jewell).

## Биография и творчество
Мат Риктъл е роден на 2 октомври 1966 г. в Лос Анджелис, Калифорния, САЩ. Израства в Боулдър, Колорадо. Получава бакалавърска степен по журналистика от Калифорнийския университет в Бъркли и магистърска степен от факултета по журналистика на Колумбийския университет.
Работи като журналист първоначално за малки вестници, а от 2000 г. в екипа на „Ню Йорк Таймс“. Пише за различни технологии и бизнес въпроси, за изменението на климата, употребата на компютъра и използването му в училищата, увеличаване на затлъстяването по целия свят, повишаването на резистентните към лекарства инфекции, и др. За статиите си за проблемите на разсеяното шофиране от 2009 г. получава през 2010 г. наградата „Пулицър“ най-добър национален репортаж. Медийното отразяване на въпроса спомага за приемането на законови изменения.
В периода 2001-2012 г., под псевдонима Терон Хиър, е автор на синдикирания комикс „Руди Парк“ илюстриран от Дарин Бел.
Първият му роман „Любов и други зависимости“ от поредицата „Натаниъл Айдъл“ е публикуван през 2007 г. Журналистът Нат Айдъл пише статия на компютъра си в кафене, когато непознато момиче му оставя бележка да излезе веднага, а докато излиза кафенето експлодира. С това започва поредица от необясними и ужасяващи изпитания, в които той виси на косъм от смъртта, а всичко като че ли е заради един лаптоп, който крие някаква тайна.
През 2014 г. е издаден романът му „Смъртоносно скитане“, който представя историята на автомобилна катастрофа, причинена от шофьор, който пише текстови съобщения. Той става бестселър и е обявен за един от най-добрите за годината.
Женен е да Мередит Барад, невролог. Имат син и дъщеря.
Мат Риктъл живее със семейството си в Сан Франциско.

## Произведения

### Самостоятелни романи
- A Deadly Wandering (2014)
- The Doomsday Equation (2015)
- Dead on Arrival (2017)

### Серия „Натаниъл Айдъл“ (Nathaniel Idle)
1. Hooked (2007)
Любов и други зависимости, изд.: „Ергон“, София (2009), прев. Мирела Стефанова
2. Devil's Plaything (2011)
3. The Cloud (2013)

- Floodgate (2012)

### Детска литература
- Runaway Booger (2017)

### Документалистика
- An Elegant Defense : The Extraordinary New Science of the Immune System: A Tale in Four Lives (2019)

### Като А. Б. Джуъл

#### Самостоятелни романи
- The Man Who Wouldn't Die (2019)